# 肖里
肖里（1917年—1969年4月23日），曾用名肖国贤、肖清华，女，河南省商水县人，中华人民共和国政府官员，李井泉夫人。

## 生平
肖里生于河南省商水县谭庄镇肖谭村一个开明士绅家庭。祖父是清朝光绪年间的武进士，曾获“御前侍卫”的功名。父亲萧润芝，母亲李氏。萧家至抗日战争初期尚有1200多亩地。
肖里早年进入1908年建校的河南省立开封女子师范学校学习，擅长弹钢琴，并且是学校女子篮球队主力队员。参加中共领导的革命前后，肖里还用过“肖国贤”、“肖清华”的名字。1937年10月，肖里加入中国共产党，1938年离开河南，随历史学家范文澜抵达延安，先入中国人民抗日军政大学女生队学习，后分到中共中央社会部工作。
1941年春，李井泉自前线回到延安的中央党校学习，同在中央党校学习的冀中军区政治部主任孙志远及妻子赵磊给李井泉介绍了肖里，促成两人在1941年结婚。
1950年，肖里随进军大西南的中国人民解放军部队抵达四川成都，任西南人民革命大学成都分校教育科科长，后任处长。1951年，出任成都纺织厂筹备处主任。当时她已怀孕，为不影响工作，一个人搬到纺织厂筹备处居住，仅在每周六回家，周日又骑自行车回单位。成都纺织厂建成后，肖里任成都纺织厂厂长兼党委书记，不久升任四川省轻工业厅纺织局局长。1963年，改任四川省轻工业厅副厅长兼政治部主任。
1966年文化大革命爆发后，李井泉被打成“西南地区最大的走资本主义道路的当权派”，肖里受到连累。当时四川省轻工业厅院里到处贴有“打倒李井泉！打倒肖里！”的大标语，肖里受到残酷批斗和精神折磨。1967年3月15日，江青在北京对四川省进京的造反派说：“你们还没有把李井泉那个地主老婆关起来？”造反派回到四川后便将肖里关进了秘密监狱。
1969年4月23日，肖里在秘密监狱监禁中被迫害致死，年仅52岁。文革结束后，1978年李井泉到四川参加了肖里同志骨灰安放仪式，当天前来参加仪式的有很多老同志，不少人泣不成声，李井泉与他们逐一握手致谢。骨灰安放仪式后，李井泉立刻去四川的自贡、宜宾、江津、达县、万县等地，勉励当地同志将对“四人帮”的痛恨化为建设国家的动力。